# NGC 6296
NGC 6296 est une galaxie spirale intermédiaire (barrée ?) située dans la constellation d'Ophiuchus. Sa vitesse par rapport au fond diffus cosmologique est de 6 735 ± 4 km/s, ce qui correspond à une distance de Hubble de 99,3 ± 7,0 Mpc (∼324 millions d'al). NGC 6296 a été découverte par l'astronome allemand Albert Marth en 1863.
La classe de luminosité de NGC 6296 est II-III et elle présente une large raie HI.
À ce jour, trois mesures non basées sur le décalage vers le rouge (redshift) donnent une distance de 111,000 ± 3,606 Mpc (∼362 millions d'al), ce qui est légèrement à l'intérieur des valeurs de la distance de Hubble. Notons cependant que c'est avec la valeur moyenne des mesures indépendantes, lorsqu'elles existent, que la base de données NASA/IPAC calcule le diamètre d'une galaxie et qu'en conséquence le diamètre de NGC 6296 pourrait être d'environ 29,6 kpc (∼96 500 al) si on utilisait la distance de Hubble pour le calculer.